# 五月みどりのかまきり夫人の告白
『五月みどりのかまきり夫人の告白』（さつきみどりのかまきりふじんのこくはく）は、1975年公開のポルノ映画（一般映画）。主演：五月みどり、監督：牧口雄二、脚本：安西英夫。東映京都撮影所製作、東映配給。併映『新仁義なき戦い 組長の首』（主演：菅原文太、監督：深作欣二）。

## 概要
元祖セクシー熟女とも称される五月みどりのポルノ初主演映画。五月演じる魔性の女に男たちが次々と誘惑され、破滅していくという内容。公開時に五月の実際の男性遍歴を土台にしたと吹聴された。
牧口雄二の監督3作目であるが、2作目の『玉割り人ゆき 西の廓夕月楼』が半年お蔵入りしたため、本作が先に公開されている。

## ストーリー
タレントの五月みどりは、大学教授で評論家の夫・津島泰一とおしどり夫婦で知られていたが、2人の仲は冷えきっていた。欲求不満をつのらせるみどりは、車に乗り込み性の冒険旅行へ出かける。
パート1
サーキット場で命知らずな走りをみせるレーサー・沢井。みどりと関係を持った沢井は、死ぬのが怖くなり成績が落ち、事故死する。
パート2
みどりは隣家の主人・湯川研一郎をサラリと誘惑。のぼせ上がった研一郎は、みどりと一緒になりたいと家と土地の権利書を売り払い、新居用のマンションを購入する。
パート3
産婦人科を訪れたみどりは、幻想的な気分に襲われ股を開く。川村良夫医師との行為を人に聞かれ、"悪徳の婦人科医、次々患者を犯す"という記事が新聞に載る。
パート4
湖畔の別荘で、みどりはホモの恋人に捨てられた美少年・泉弘美に出会う。みどりは弘美を優しく愛撫し、女の素晴らしさを教えてやり、弘美はホモを抜ける。
パート5
みどりはスポンサーとして世話になっているヴィナス化粧品に挨拶に行く。そこの重役・松本がみどりにしつこく言い寄る。
パート6
みどりはゴルフ場で見かけた好みの男・木元健次ときっかけを作ろうと、ゴルフバッグを間違えて持ち帰る。バッグを開けると、中からライフルが出てくる。男は殺し屋だった。数日後、みどりの家に忍び込んだ健次とセックスする。2人の生活が始まるが、健次を狙う殺し屋の襲撃に遭い、健次は全身蜂の巣となって息絶える。

## キャスト
- 五月みどり：五月みどり
- 津島泰一：山城新伍
- 星川小百合：森崎由紀
- 津島家の執事：浪花五郎
- 湯川研一郎：大下哲矢
- 湯川静子：衣麻遼子
- 沢井武雄：白石襄
- レース場アナウンス：友金敏雄
- 川村良夫：岡八郎
- 泉弘美：風戸佑介
- 滝田卓郎：五十嵐義弘
- 松本良治：名和広
- ヴィナス化粧品社長：北村英三
- 木元健次：伊吹吾郎
- 影の男：藤沢徹夫、福本清三
- アベックA：北川俊夫
- アベックB：内村レナ

## スタッフ
- 企画：今川行雄、奈村協
- 監督：牧口雄二
- 脚本：安西英夫（野波静雄）
- 撮影：塩見作治
- 音楽：渡辺岳夫
- 美術：園田一佳
- 編集：神田忠男
- 助監督：萩原将司

## 製作経緯

### 企画
当時の東映社長・岡田茂直々の肝いり企画。映画タイトルも岡田による命名。1974年暮れ、『エマニエル夫人』が日本で公開されるや、シルビア・クリステル扮する有閑夫人がファッショナブルな映像で奔放にセックスする映画を、女性向きの「ソフトポルノ」などと宣伝して女性客が殺到し配収17億円の大ヒット。当時弱小だった日本ヘラルドの大当たりを見た日本の興行界は便乗作品を企画した。日本ヘラルドは上映館の狭い劇場が多く満員で入場をお断りされるお客があぶれると予想したのである。日本でもセックスに自由な女性タレントを求め、そのターゲットにズバリ当てはまったのが1974年夏に『平凡パンチ』誌上に熟女ヌードを発表した五月みどりだった。このヌード披露は、お尻の青い女の子をぶっ飛ばして、五月は一気にオナペット女王になり、以降の大活躍で、女上位の象徴的スターになった。しかしながら『エマニエル夫人』のシルビア・クリステルが当時22、3歳で、同作には若妻の性の目覚めがテーマとしてあったが、五月みどりはこのとき36歳である。岡田社長が五月の"熟れたお色気"に痺れ本作を企画する。しかし最初は日活ロマンポルノが五月に白羽の矢を立て『東京エマニエル夫人』と題した映画の主役に迎えようとした。しかし五月がこれを固辞し（田口久美主演で製作）、若い頃世話になった東映に義理立てし、まずは東映製作のテレビドラマ『プレイガールQ』41話で"東京エマニエル夫人"を演じると続いて映画の主演も決定する。企画は『エマニエル夫人』の日本版だったが、日活が既に『東京エマニエル夫人』を映画化しており、東映は別のタイトルへの変更を余儀なくされる。そこで『温泉みみず芸者』や『温泉スッポン芸者』、『三匹の牝蜂』など、生物系タイトルが好きな岡田が『五月みどりのかまきり夫人の告白』と命名し、五月みどりの性遍歴を映像化する東映ポルノ実録作品として企画された。五月は本作に於いて、男を食い、男を殺す、「かまきり夫人」＝「五月みどり」のイメージを決定的にし、1983年には同じ東映で『悪女かまきり』が撮られた。熟女エロスの女王の座を確たるものにした五月は、テレビに、歌に、ステージに熟れた肉体を露出した。

### 脚本・監督
最初は成沢昌茂脚本、井上昭監督で進められていたが、脚本の初稿がかなりどぎつかったことから、五月からのクレームで変更された。脚本の安西英夫は野波静雄のペンネーム。実際は一般映画にしないと客層が限定されることから、三度も脚本を書き直し、さわやかポルノのような内容になった。結果的に牧口雄二監督で大成功した作品である。

### 製作発表
1975年9月26日、銀座東映本社会議室で製作発表記者会見があり、主演五月みどり、岡田茂東映社長、大野五月プロ社長ら関係者が出席。席上、岡田社長が「当代お色気ナンバー・ワンの五月みどりさんに出演を快諾してもらった。出演してもらう以上、彼女のお色気を100％生かしたい。『かまきり夫人』は五月みどりの男性悩殺第一弾だ。第二作には今東光原作の『こつまなんきん』を正月もの（正月映画）に考えている」などと話した。岡田は五月主演で第三弾まで構想していた。五月は「ポルノのイメージが強すぎるのと、18、9（歳）の体ではないので出演をまる4ヵ月悩みました。わたしってしなきゃいられないというのじゃないの。いなきゃさびしい女なの。週刊誌に45人って書かれたけどあれはウソよ…3人です。主演映画ということで決心するまでは悩んだが、決った以上監督さんたちにおまかせして楽しんでいただく映画にしたい。わたし、前貼りを付けるのは嫌いなの。撮影のときは生まれたままの姿でカメラの前に立ちます。ポスター（映画ポスター）が若い男の子に全部盗まれるといいわね。今の気持ちはマナ板の上の鯉みたいです」などと話した。

### キャスティング
五月の淫女伝説は前述のように本作の前年、1974年夏に『平凡パンチ』誌上に突如ヌード写真を発表したことに始まる。当時35歳の二児の母であった年増歌手のヌードは世間をアッといわせ、しかも熟れた肉体には、若くて青臭いヌード女優にはない、濃厚で芳醇なエロスがあり、日本の熟女信仰はこの時に始めるとも評される。ヌードの発表はこの年発売したシングル『わたし今夜もイライラよ』の宣伝目的であったが、それまで脱ぐのは恥ずかしくて考えもしなかったというが、いちどヌードを撮ってもらうと「仕事となれば、なんでもないぞと思うようになった」という。これを受けてオファーされたのが本作であった。五月は1971年に西川幸男と離婚した後、ドサ回りを続けていたが、8つ年下のプロボウラー・坂部雅彦との恋で若返り、『平凡パンチ』にヌードを披露するという捨て身の作戦が当たり、再び一線に復帰した。坂部は五月の実弟・西城正明の僚友。以降はテレビにクラブにそして映画にと、売れっ子になった。そんな女王五月にとって目障りだったのが窪園千枝子だった。窪園が当時「潮吹き」を盛んにマスメディアに売り込み、これをメディアが大々的に取り上げ、同じ東映の『好色元禄㊙物語』への出演が話題を呼んだことから、シロウトが名器を売りものにスターに祭り上げられていることが気に入らず、ダテに芸能界で長くメシを食ってはいないぞ、という自負もあり、さんざん東映をじらせた挙句、ギャラ100万円と前述のように主演第二弾を1976年の東映正月映画で、という条件で出演を承諾した（第二弾は製作されず）。当時の五月の人気ぶりではわざわざ映画で裸になる必要はない状況であった。
2012年の沖縄国際映画祭では、熟女好きを公言するピース・綾部祐二、ロバート・秋山竜次らが参加して本作の上映会が開催され五月みどりも登場。「30代はセックスのことばかり考えていました」などの変わらない大胆発言のリップサービスをした。五月の衣装は冒頭のネグリジェを始め、ほとんどが自前の私服だった話した。
夫役の山城新伍は「あの人を食い殺したい」という五月からの指名。当時の山城はバラエティ番組のMC初挑戦だった『独占!男の時間』でメキメキ売り出し中の"ポルノの権威"という位置づけ。オス、メス2匹のかまきりの絡み合いが期待された。

### 撮影
1975年9月29日、東映京都撮影所でクランクイン。10月8日の撮影で映画で初めてヌードになった。会見で話したように五月は前貼りを嫌い、濡れ場の撮影も前貼り無しで行ったため、局部が丸出しだった 。東映京都のスタッフからも「あの年（35歳）であんなに裸が美しいとは思わなかった」と言わしめた。殺到したマスメディアにも快くヌードの撮影に応じ、「20年になる芸能生活ですが、初めて男のいない正月を迎えました。歌も売れないし、芸能界を去ってアメリカに永住しようとロサンゼルスに家まで買っていたんですよ。仕事か男か、どちらかに燃えないと、35歳の身体がおさまらないの。男が欲しい。いまは、ほやほやの関係の男性がいるわ。5人目。ヘアなんて、最初にパッパとオープンして見せちゃえば、あとは100回見せても平気よ」などと盛んにリップサービス。五月は濡れ場の撮影もノリノリで4つ年上の牧口監督に意見を出し、牧口も「彼女、熱心です。まあ勉強させてもらうことが多いです」と話した。10月8日には伊吹吾郎との濡れ場の撮影が同所であり、伊吹は「さすがに上手いですね。すっかりリードされてしまいました。五月さんはサービス過剰気味で、色じょうきょうなどと誤解されてるみたいだけど、実はあれはポーズだと思う。潮ふき女が盛んにPRしたようにね。やる以上は作り物はイヤとするプロ根性なのでしょう」などと五月を擁護した。前貼り無しを実行した五月はポルノ時代の推進的役割を果たしたと評価された。
山城新伍はアドリブが多く、エロ物でよくある向かいの女性の股を足でいじるシーンも山城がアドリブで行ったという。また2000年代以降、バラエティ番組の出演も多い伊吹吾郎がセリフが一言もない殺し屋を演じる。牧口監督は「彼はセリフがない方がいいね」と述べている。牧口監督は五月みどりについて、2014年のインタビューでは「現場は気楽でした。五月さんは自分の見せ方を知っていて、こちらも照明を間接光にして、いかにかわいく撮るかに集中して。五月さん（今も）テレビで見ても昔と替わっておりませんね」、1999年のインタビューでは「あの人は天真爛漫で良い女でしたね。自分の魅力を知っていて全部さらけ出すという..本当に綺麗でした」、1996年のインタビューでは「あの女優さんには振り回されました。息の長い芸能人は、やっぱり厳しいですね。他人に対しては」と述べている。

## 宣伝
五月は実際はこの後もよく脱いだが、前述の5人目と見られる日本テレビディレクター・面高昌義と本作撮影中か終了後か分からないが、1975年10月17日に帝国ホテルで婚約発表を行った。五月は面高の担当番組『金曜10時!うわさのチャンネル!!』でこの年4月から「エマニエル芸者」として出演していた。この報をキャッチした芸能記者は「ああ、これで、あの肉体は拝めないのなあ…」と呟くほどで、成熟した女として、他を圧倒的に引き離す五月の結婚はまったくシラケる一言に尽きた。当然人妻になったのだからもう脱がないだろうと東映はこれを逆手に取り、「数々の醜聞話題を投げかけた五月みどりが婚約発表と共に贈る…」「もうこれで見おさめか、みどり最後の陶酔ヌード」などというキャッチコピーで宣伝が打った。

## 逸話
- 本作は五月みどりが実名で役を演じ、「五月みどりの性遍歴を再現ドラマにした」と宣伝したため、五月の当時の婚約者が怒り「変えろ」と変更を要求。このため物語全部が夢だったというオチに変更している[27]。
- 東映系の東映洋画が『ディープ・スロート』を輸入した際の編集を請け負った向井寛が、日活ファッション・ポルノと称してシリーズ化していた『東京エマニエル夫人』の田口久美を招聘して『東京ディープスロート夫人』を製作し『五月みどりのかまきり夫人の告白』の1ヵ月後に封切った[21]。また東映は当時、クリスチーナ・リンドバーグ[35]などの外国のポルノ女優を日本に招いて映画を製作していた実績から[36]、シルビア・クリステルを日本に呼び『エマニエル夫人 京都の休日』なる、『ローマの休日』の"エマニエル夫人版"を企画した[37]。しかし『続エマニエル夫人』の公開を予定していたヘラルド映画が「営業妨害だ」と怒って頓挫した[37]。
- 本作は駄作という評価で定着しているが[14][27]、公開時は『新仁義なき戦い 組長の首』との併映で大ヒットした[27]。またすぐにソフト化され、2014年現在もインターネット配信されており、牧口監督に月に250円お金が振り込まれる[27]。

## 影響
本作の成功で、岡田茂東映社長が同じ五月主演で今東光原作『こつまなんきん』を企画していた。しかし途中から主演が岡田お気に入りの由美かおるに変更になり、1976年年頭1月7日の東映記者会見で岡田が発表した1976年の製作方針では、同年のゴールデンウイーク映画として『こつまなんきん』は『新仁義なき戦い 組長最後の日』との併映を発表しており、由美はヌードはとっくに披露済みのため、濃厚なポルノ映画が期待されていた。しかし製作はされず（併映は『キンキンのルンペン大将』）。由美は1977年の正月映画「トラック野郎シリーズ」第4作『トラック野郎・天下御免』のマドンナに抜擢されている。また先の1976年1月の会見で岡田は「五月みどりもの『首斬り浅』（『毒婦お伝と首斬り浅』と見られる）を予定している」を話していることから、東映で五月主演映画をシリーズ化する構想があった。